# ミュゼふくおかカメラ館
ミュゼふくおかカメラ館（ミュゼふくおかカメラかん、英称：Fukuoka Camera Museum）は、富山県高岡市福岡町福岡新にあるカメラと写真をテーマとした博物館。日本博物館協会、富山県博物館協会会員。

## 解説
国内外の希少性の高いクラシックカメラの展示と写真展を基本とし、精密機械を介し科学技術の進歩とカメラが見続けてきた映像の世界を生涯学習の観点から地方文化を発信する拠点である施設である。1階にクラシックカメラを常設展示し、2階に体験コーナーと触れるカメラがある。クラシックカメラなどカメラ関連資料約1,000点、図書資料1,000点、写真資料120点を収蔵している。
館名の「ミュゼ」はフランス語で美術館、博物館を意味する。

## 沿革
1994年（平成6年）に北陸銀行福岡支店2階で開催された「小さなまちの世界のカメラ展」をきっかけにカメラ博物館構想が動き出し、1997年（平成9年）3月に検討委員会を設置。1999年（平成11年）2月に福岡町（当時）の中心市街地活性化の起爆剤として事業化され、同年4月5日着工、2000年（平成12年）7月25日に竣工し、同年9月16日にオープンした。総事業費は約7億825万円。

## 施設概要
- 延床面積
  - 1階：639.18 m2[2]
  - 2階：395.51 m2[2]

建物の設計は安藤忠雄が担当した。安藤の建築物としては富山県内唯一である。

### 施設情報
- 開館時間：9時 - 17時 入館は16時30分まで
- 休館日：月曜日（祝日の場合は翌日）、年末年始、展示替え期間などによる臨時休館日
- 入場料：企画展ごとに異なる。無料や割引になる制度もあり。